# Wedge Tomb von Drumeague

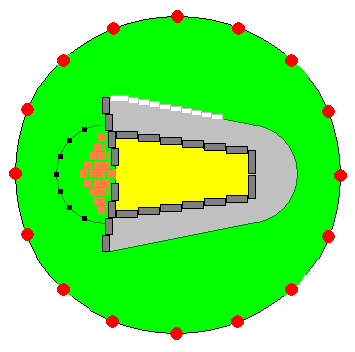
Prinzipskizze Wedge tomb am Beispiel von Island

Das gut erhaltene Wedge Tomb von Drumeague (auch als Giants Grave bekannt) befindet sich beim gleichnamigen Ort (irisch Droim Éag) auf einer Weide, auf einem niedrigen Hügel östlich von Canningstown im County Cavan in Irland. Wedge Tombs (deutsch „Keilgräber“), früher auch „wedge-shaped gallery grave“ genannt, sind doppelwandige, ganglose, mehrheitlich ungegliederte Megalithanlagen der späten Jungsteinzeit und der frühen Bronzezeit Irlands.
Das Südwest-Nordost-orientierte Wedge Tomb, dem insbesondere die Decksteine fehlen, besteht aus zwei Außenwänden und einem Fassadenstein vor der Nordseite der Galerie. Die Struktur liegt in einem Hügel von etwa 9,5 m Länge, 7,0 m Breite und 1,0 m Höhe. Die Hauptkammer ist etwa 5,5 m lang und wird durch eine große, quer gestellte Platte im Westen verschlossen. Davor befindet sich ein kleiner Stein, auf dem eine versetzte Platte liegt, die die Seite eines Portikus gebildet haben kann. Sechs Steine bilden die Nordseite der Hauptkammer, fünf die südliche Seite. Ein niedriger Endstein verschließt die Kammer. Das östliche Steinpaar auf beiden Seiten liegt nicht in Flucht mit der Linie der anderen Seitensteine und ist deutlich niedriger als diese.